# Stazione di Torrione
La stazione di Torrione è una fermata ferroviaria, in esercizio dal 4 novembre 2013, costruita appositamente per il servizio ferroviario metropolitano di Salerno. La stazione serve il quartiere di Torrione.

## Servizi
- Sottopassaggio
- Servizi igienici
- Ascensore